# George Butler (universitaire)
Pour les articles homonymes, voir George Butler (homonymie) et Butler.
George Butler (5 juillet 1774 - 30 avril 1853) est un directeur d'école anglais et théologien anglican, directeur de Harrow School de 1805 à 1829 et doyen de Peterborough de 1842 à sa mort en 1853.

## Biographie
Fils de Weeden Butler (en) (1742–1823), George Butler fait ses études à l'école de Chelsea où son père enseigne et au Sidney Sussex College de Cambridge, où il obtient son diplôme de wrangler senior en 1794 (MA 1797 ; BD 1804 ; DD (litterae regiae) 1805) . Il est membre du collège Sidney Sussex, d'abord comme professeur de mathématiques, puis comme tuteur classique. Il est élu examinateur public de l'université en 1804 et, l'année suivante, il est l'un des prédicateurs sélectionnés. À sa retraite de Harrow, il s'installe à Gayton, dans le Northamptonshire, un poste où il a été présenté par son collège en 1814. En 1836, il devient chancelier du diocèse de Peterborough et, en 1842, est nommé doyen de Peterborough. Il publie quelques notes de Harrow, intitulées Harrow, a Selection of Lists of the School between 1770 and 1828 (Peterborough, 1849).

## Vie privée
Butler et sa femme Sarah Maria Gray ont quatre fils et au moins trois filles :
- Le Rév. Dr George Butler (1819–1890) (en), directeur du Liverpool College (1866–1882) et chanoine de Winchester, dont l'épouse, Josephine Butler, est une militante réputée pour le bien-être des prostituées
- Spencer Perceval Butler (1828-1915), avocat et administrateur, père de Sir Cyril Kendall Butler, Sir Harcourt Butler (en), Sir Montagu Sherard Dawes Butler et Sir George Geoffrey Gilbert Butler, et grand-père de l'homme politique conservateur Richard Austen Butler
- Le Rév. Arthur Gray Butler (1831–1909), directeur du Haileybury College et doyen du Oriel College, Oxford [2].
- Le Rév. Dr Henry Montagu Butler (1833–1918), directeur de la Harrow School, doyen de Gloucester et maître du Trinity College, Cambridge.
- Louisa Jane Butler (1822-1897), qui épouse en 1853 le statisticien, sociologue, anthropologue et eugéniste Francis Galton
- Emily Butler (née en 1829 ou vers 1829)
- Gertrude Maria Butler (née en ou vers 1835)